# Våmhus landskommun
Våmhus landskommun var en kommun i dåvarande Kopparbergs län (nu Dalarnas län).

## Administrativ historik
Kommunens bildades 1863 i Våmhus socken i Dalarna.
Landskommunen uppgick 1971 i den då nybildade Mora kommun.

### Kyrklig tillhörighet
I kyrkligt hänseende tillhörde kommunen Våmhus församling.

## Kommunvapen
Blasonering: I rött fält tre balkvis och tre ginbalkvis ställda, nära varandra ordnade strängar av guld, i sköldens hjärtplats bildande ett flätverk.
Vapnet antogs 1950.

## Geografi
Våmhus landskommun omfattade den 1 januari 1952 en areal av 393,15 km², varav 378,35 km² land.

### Tätorter i kommunen 1960
| Tätort    | Folkmängd |
| --------- | --------- |
| Våmhus    | 484       |
| Kumbelnäs | 228       |

Tätortsgraden i kommunen var den 1 november 1960 53,5 procent.

## Politik

### Mandatfördelning i valen 1946-1966
| 3 | 5 | 9 | 1 | 3 |

| 20 |

| 9 | 2 | 9 |

| 20 |

| 9 | 10 | 6 |

| 25 |

| 9 | 9 | 7 |

| 23 |

| 9 | 8 | 8 |

| 23 |

| 8 | 11 | 4 | 2 |

| 22 |